# Ekateríni Kóffa
Ekateríni Kóffa, född den 10 april 1969 är en grekisk före detta friidrottare som tävlade i kortdistanslöpning.
Kóffas främsta merit är guldet på 200 meter vid inomhus-VM 1997 i Paris. Hon var vidare i semifinal både vid VM 1997 och vid inomhus-VM 1995 men utan att ta sig vidare till finalen. Dessutom blev hon bronsmedaljör vid inomhus-EM 1998.

## Personliga rekord
- 200 meter - 22,67 från 1996